# Børnehjem
Et børnehjem er en institution for børn der er forældreløse eller hvis forældre ikke er i stand til at tage sig af dem.

## Eksterne link
- www.boernehjem.nu
- Københavns kommunes børnehjem gennem tiden